# Mamo Wolde
Demisse „Mamo“ Wolde (12. června 1932 Diri Jille – 26. května 2002 Addis Abeba) byl etiopský atlet, běžec na dlouhé tratě, olympijský vítěz v maratonu v roce 1968.
Od svých 19 let žil v etiopské metropoli jako člen císařské gardy, kde se dostal do rukou finského trenéra Oliho Niskanena. Čtyřikrát se účastnil olympijských her. V Melbourne (1956) startoval ve třech disciplínách, ale v každé byl vyřazen již v rozběhu: v běhu na 800 m byl ve svém rozběhu sedmý (1:58,0), v běhu na 1500 metrů jedenáctý (3:51,0) a nepostoupil ani s týmem Etiopie ve štafetě 4 × 400 metrů (pátý v rozběhu v čase 3:29,93).
Na olympijských hrách v roce 1960 v Římě nestartoval. V šedesátých letech se přeorientoval na delší tratě. Už v roce 1962 se stal časem 28:55,6 leaderem afrických tabulek sezóny v běhu na 10 000 metrů. Ve stejném roce se pokusil, společně se svým krajanem, olympijským vítězem v maratonu z roku 1960 Abebe Bikilou, překonat tehdy již 11 let starý světový rekord Emila Zátopka v hodinovce (20 052 metrů). Na dráze v Kodani se jim to sice nepovedlo (Bikila uběhl za hodinu 19 946 metrů, Wolde o jeden metr méně), ale zařadili se na druhé a třetí místo dlouhodobých světových tabulek v této disciplíně.
Na olympiádě v Tokiu v roce 1964 skončil Mamo Wolde v etiopském národním rekordu čtvrtý v běhu na 10 000 metrů, maraton nedokončil. Mamo Wolde vzpomíná, že mu v průběhu běhu na 10 000 metrů Australan Ron Clarke nechtěně zasadil úder rukou do boku. Wolde po něm upadl, zvedl se, ale nedohnal už ztrátu a přišel o medaili, na kterou si podle vlastních slov už tehdy troufal. Po skončení běhu se ukázalo, že zranění je vážnější, než se zprvu zdálo, a k maratonu nastoupil jen se sebezapřením a proti kategorickému zákazu lékařů. Ti, jak se posléze ukázalo, měli pravdu a Wolde pro bolesti nebyl schopen v maratonu pokračovat dál.
Největšího úspěchu dosáhl na olympiádě v Mexiku v roce 1968. Nejdříve získal stříbrnou medaili v běhu na 10 000 metrů, potom časem 14:29,75 postoupil z rozběhu na 5000 metrů, ale finálového běhu se nezúčastnil. Na závěr mexických her zvítězil v maratonu a vybojoval tak pro Etiopii třetí zlatou olympijskou medaili za sebou – poté, co obhájce vítězství z olympijských her 1960 a 1964, Abebe Bikila, musel ve stejném běhu vzdát pro zranění. Na olympijské hry do Mexika přicestoval s Woldem také jeho česky mluvící trenér Nigussie Roba, absolvent pražské Fakulty tělesné výchovy a sportu (1960-1967), který se v Mexiku osobně setkal s akreditovanými československými sportovními novináři a který v roce 1980 zavítal do Československa se svým dalším etiopským svěřencem, Mirutsem Yifterem, pozdějším dvojnásobným olympijským vítězem.
Mamo Wolde se svým vítězstvím v Mexiku stal nejstarším běžeckým vítězem v celé novodobé olympijské historii. O tento primát ho připravil až na olympijských hrách 1984 v Los Angeles portugalský vítěz mužského maratonu, Carlos Lopes, který měl v době této olympiády již přes 37 let.
Olympijskou medailovou sbírku zkompletoval na další olympiádě v Mnichově v roce 1972, kde v maratonu doběhl v osobním rekordu třetí. Ve svých 40 letech se stal nejstarším medailistou v historii běžeckých disciplín na olympijských hrách – a tento primát mu patří dodnes. V Mnichově absolvoval i svůj třetí olympijský start v běhu na 10 000 metrů, ale čas 28:45,4 na postup do finále nestačil.
Zlatou medaili v maratonu vybojoval také na Afrických hrách v roce 1973, pořádaných v nigerijském Lagosu (2:27:32). Už na předchozích Afrických hrách v roce 1965 v Brazzaville získal bronzovou medaili v běhu na 5000 metrů (14:18,6), ve kterém ho porazili pozdější olympijští vítězové Kipchoge Keino a Naftali Temu.
V letech 1962-1973 startoval v sedmnácti maratonech, z nichž čtyři vyhrál.
Po skončení aktivní atletické kariéry se stal jedním z reprezentačních trenérů etiopských atletů.
Snad žádný jiný atletický olympijský vítěz neprošel během svého života tolika strmými vzestupy a pády jako Mamo Wolde. Do vězení se poprvé dostal už v roce 1960, když se v etiopském hlavním městě Addis Abebě uskutečnil pokus o státní převrat. V čele vzbouřenců stál velitel císařské gardy, generál Mengistu Nevai. Muž, který byl velkým přítelem a podporovatelem sportu, do jehož jednotky se Mamo Wolde po příchodu do hlavního města přihlásil a který také Woldeho zařadil do armádního atletického družstva. Povstání bylo ovšem tvrdě potlačeno a Mengistu Nevai byl veřejně popravem. Mezi uvězněnými se ocitli také Mamo Wolde a Abebe Bikila. Za Bikilu se zaručili někteří důstojníci a za tři dny byl volný. Mamo Wolde seděl ve vězení ještě další měsíc, ale díky Bikilově snaze se na svobodu dostal i on.

## Osobní rekordy Mamo Woldeho
- 1500 m 3:51,0 (Melbourne, 1956)
- 5000 m 13:38,8 (Turku 2.7.1967)
- 10 000 m 28:31,8 (Tokio 14.10.1964)
- 15 000 m 44:55,0+ (Kodaň 18.6.1962, mezičas v hodinovce, 19 945 m)
- 10 mil 48:20,6+ (Kodaň 18.6.1962, mezičas v hodinovce, 19 945 m)
- hodinovka 19 945 metrů (Kodaň 18.6.1962)
- maraton 2:15:08,4 (Mnichov 10.9.1972)